# Ambia novaguinensis
Ambia novaguinensis is een vlinder uit de familie van de grasmotten (Crambidae). De wetenschappelijke naam van de soort is voor het eerst gepubliceerd in 1912 door George Hamilton Kenrick.
De soort is ontdekt in Papoea-Nieuw-Guinea.